# Nikola Janović
Nikola Janović, cyr. Никола Јановић (ur. 22 marca 1980 w Kotorze) – czarnogórski piłkarz wodny i polityk, olimpijczyk, parlamentarzysta, w latach 2016–2020 minister sportu i młodzieży.

## Życiorys
Do 2016 uprawiał piłkę wodną. Był reprezentantem Federalnej Republiki Jugosławii, Serbii i Czarnogóry oraz Czarnogóry (w ostatniej z nich od 2008 do 2016 pełnił funkcję kapitana). Na mistrzostwach świata wywalczył dwa medale: złoty w 2005 i srebrny w 2013. W 2001 i 2008 zdobywał mistrzostwo Europy, a w 2012 i 2016 zajmował na tych mistrzostwach drugie miejsce. Dwukrotnie reprezentował Czarnogórę na igrzyskach olimpijskich: w 2008 w Pekinie oraz w 2012 w Londynie. W obu przypadkach zajął wraz z drużyną czwarte miejsce. Grał m.in. w takich klubach jak VK Primorac Kotor, VK Crvena zvezda, VK Jug Dubrovnik i Circolo Nautico Posillipo. W 2013 uznany za najlepszego sportowca Czarnogóry.
Ukończył studia menedżerskie na wydziale morskim Uniwersytetu Czarnogóry. Zaangażował się w działalność polityczną w ramach Demokratycznej Partii Socjalistów Czarnogóry. Z jej ramienia w 2016 uzyskał mandat posła do Zgromadzenia Czarnogóry. Z powodzeniem ubiegał się o poselską reelekcję w wyborach w 2020 i 2023. W latach 2016–2020 sprawował urząd ministra sportu i młodzieży w rządzie Duška Markovicia.